# 市谷左内町
市谷左內町（日语：／ Ichigaya-sanaichō */?）是東京都新宿區的町名。未實施住居表示。2013年8月1日為止的人口有473人。郵遞區號為162-0846。

## 地理
位於新宿區東部。北接納戶町、市谷鷹匠町、市谷長延寺町、市谷砂土原町一丁目，東鄰市谷田町一丁目，南連市谷八幡町、市谷本村町，西通市谷加賀町。市谷左內町在市谷站西側。町域西南部有個左內坂，左內坂面對市谷本村町防衛省的後門，稱為「左內門」。

## 歷史
1990年代中期起，大日本印刷為了擴展業務，周邊住宅區逐漸改建為相關設施。

### 地名由來
地名來自於此地名主島田左內。

## 交通
東京地下鐵南北線市谷站在町內設有出入口。

## 設施
- 江上料理學院 - 江上トミ在1955年（昭和30年）開設的料理學校。
- 大日本印刷C&I大樓
- 遊技會館
- 正派邦樂會館
- 長泰寺

## 備註
1. ↑  『角川日本地名大辞典 13　東京都』、角川書店、1991年再版、P871
2. ↑  .   [2013-08-09]. （原始内容存档于2014-08-19）.

## 外部連結
- 新宿區役所 （页面存档备份，存于）